# Омеяди
Омея́ди (661—750) — перша мусульманська династія халіфів із роду Омея, засновником якої став Муавія.
Омеяди продовжили завойовницькі походи мусульманських армій: було захоплено всю Північну Африку на захід від Єгипту, завойовано Мавераннахр. Військові завоювання дали мусульманській спільноті велику кількість рабів, що призвело до економічного розвитку халіфату. Було досягнуто успіхів і в адміністративно-господарському управлінні. Наприкінці VII ст. на землях Халіфату було проведено грошову реформу, в результаті якої з'явилися нові срібні монети — дирхами. Майже на чотири століття вони стали зразком для всіх наступних грошей ісламських держав і основною «конвертованою валютою» всього цивілізованого світу. Для централізації держави була відновлена поштова служба, створена центральна скарбниця та державний архів (диван аль-хатім).
Проте водночас всередині халіфату росло невдоволення правлінням Омеядів. Їх звинувачували в пристрасті до розкоші, в нехтуванні ісламом. Головною силою опозиції виступали шиїти, звинувачуючи Омеядів у незаконному правлінні. Вимоги шиїтів підтримували арабські племена Іраку і набожні мединці. Зросло назадоволення неарабського населення, особливо мавалі — торговельних партнерів арабських племен. У результаті Омеядів було скинуто, але плодами цієї перемоги скористались Аббасиди — фактичні організатори антиомеядівського повстання, яким керував Абу Муслім.
Один з небагатьох уцілілих від поголовного винищення член сім'ї Омеядів, Абд ар-Рахман ібн Муавія, втік до Іспанії, де йому вдалося 756 року заснувати нову гілку династії Омеядів.